# Leute mit Flügeln
Leute mit Flügeln ist ein DEFA-Spielfilm von Konrad Wolf aus dem Jahr 1960. Im Mittelpunkt der Gegenwartshandlung steht das Flugzeugprojekt 152. Gleichzeitig wird für die Luftstreitkräfte der Nationalen Volksarmee geworben, die auch an der Produktion beteiligt waren. Da ein halbes Jahr nach der Uraufführung des Films das Bauprojekt eingestellt wurde, kam Leute mit Flügeln danach nicht wieder zur Aufführung. Die in der Gegenwart angesiedelte Rahmenhandlung wird durch zahlreiche Rückblenden in die Jahre 1933, 1936, 1943, 1944, 1946, 1954 und 1958 unterbrochen.

## Handlung
1933. Ludwig Bartuscheck ist Mechaniker bei den Sperber-Werken und KPD-Mitglied. Sein Chef, Dr. Dehringer, ist ihm wohlgesonnen. Nach der nationalsozialistischen Machtergreifung bietet er ihm an, ihn zu fördern, allerdings nur, wenn er die Partei verlässt. Doch Ludwig bleibt seinen Idealen treu. Er taucht unter und geht ins Exil, offenbar nach Spanien. Seine Frau Betty wird verhaftet, der kleine Sohn Henne wird von dem befreundeten Ehepaar Friedrich aufgenommen.
Im Spanischen Bürgerkrieg ist Ludwig Kommissar der Internationalen Brigaden. Bei Kampfhandlungen mit der Legion Condor nimmt er seinen ehemaligen Chef Dr. Dehringer gefangen, der für die Legion in Spanien tätig ist. Dehringer entkommt allerdings, als die marokkanischen Hilfstruppen General Francos die Interbrigade angreifen. Ludwig wird verwundet, doch sowjetische Genossen helfen ihm. Der sowjetische Offizier Aljoscha bezeichnet ihn im Wissen um seine Herkunft als Flugzeugmechaniker als „Mann mit Flügeln“.
Nach dem Ende des Bürgerkriegs reist Bartuscheck in die Sowjetunion. Im Zweiten Weltkrieg kämpft er auf Seiten der Roten Armee. 1944 wird er von Taschkent aus in einen Sondereinsatz in den Raum Hannover geflogen, wo sich nun Teile des Sperber-Werkes befinden. In der Maske des französischen, angeblich aus dem Elsaß stammenden Fremdarbeiters André soll er Kontakt zu ehemaligen Arbeitskollegen aufnehmen und den Widerstand gegen das NS-Regime organisieren. Der Einsatz wird von Aljoscha vorbereitet, der Ludwig erneut als „Mann mit Flügeln“ bezeichnet.
Die Sperber-Werke produzieren inzwischen auf Hochtouren. Der Reichsmarschall (Hermann Göring) hat Sperber der Firma Arado vorgezogen. Sperber arbeitet inzwischen an einem Düsenjäger, der auch schon erprobt wird. Zwar gelingt Ludwig die Kontaktaufnahme, er wird aber im Rahmen eines Anti-Sabotageunternehmens von der SS verhaftet und in ein Konzentrationslager eingeliefert. Allerdings gelingt es ihm, die Legende von „André“ aufrechtzuerhalten.
Im KZ wohnt Ludwig in einer Baracke mit dem amerikanischen Soldaten Dave. Dave soll aufgrund eines Befehls der Lagerleitung erschossen werden. Ludwig und andere Insassen überreden den Kapo, statt Daves Leiche die eines soeben verstorbenen Mitinsassen zu präsentieren, was auch geschieht. Dave wird unter der Legende „Karl“ im Lager weitergeführt.
Währenddessen ist Henne Mitglied der Hitlerjugend geworden und wird zum Volkssturm eingezogen. Ein SS-Offizier will im Sperber-Werk alle Konstruktionsunterlagen verbrennen, doch Werksangehörige verbrennen stattdessen Unterlagen des Firmenarchivs, so dass die Konstruktionspläne gerettet werden können.
Im KZ kommt es unter kommunistischer Führung zum Aufstand; auch Dave („Karl“) beteiligt sich und schießt mit einem MG 42 auf die SS-Wachen. Die Hakenkreuzflagge über dem Lager wird niedergerissen. Sowjetische Kampfpanzer rollen an. Sie werden von Aljoscha geführt, der von Ludwig begrüßt wird. Dave bekommt von einem russischen Soldaten dessen Militärmantel geschenkt. Der Amerikaner verabschiedet sich von Ludwig und fragt nach seiner Adresse. Ludwig sagt ihm, dass er lediglich „Kommunistische Partei Deutschland, Zentralkomitee“ schreiben muss, der Brief wird immer ankommen.
Ludwig trifft auf Henne, der gefangen genommen wurde. Bei der Vernehmung erkennt Ludwig, dass Henne sein Sohn ist. Es stellt sich heraus, dass Betty Bartuscheck bereits 1942 gestorben ist. Im KZ war auch ein spanisches Mädchen, Ines, in das sich Henne verliebt.
In dem alten Sperber-Werk wollen die Arbeiter gleich wieder die Flugzeugproduktion aufnehmen, doch Ludwig macht ihnen klar, dass jetzt erst einmal Kochtöpfe und andere lebenswichtige Produkte hergestellt werden müssen.
Henne studiert und macht sein Ingenieursdiplom. Dann wird er Flieger bei der Nationalen Volksarmee. Er fliegt eine MiG-17. In dem Flugzeugwerk wird jetzt das neue Passagierflugzeug getestet. Auf der Leipziger Messe kommt es zu einem Treffen mit Dr. Dehringer, der in Westdeutschland die Sperber-Werke wieder aufgebaut hat. Er will Dr. Lampert abwerben, doch der hat sich für den Sozialismus entschieden.
Henne fängt mit seiner MiG einen amerikanischen Hubschrauber ab, der zur Landung gezwungen wird. Die amerikanischen Offiziere fordern, vor sowjetische Offiziere der Besatzungsmacht geführt zu werden. In dem Hubschrauber befindet sich auch Dave, der inzwischen Offizier der Air Force geworden ist. Dave schreibt in aller Eile einen Brief an Ludwig und gibt ihn Henne.

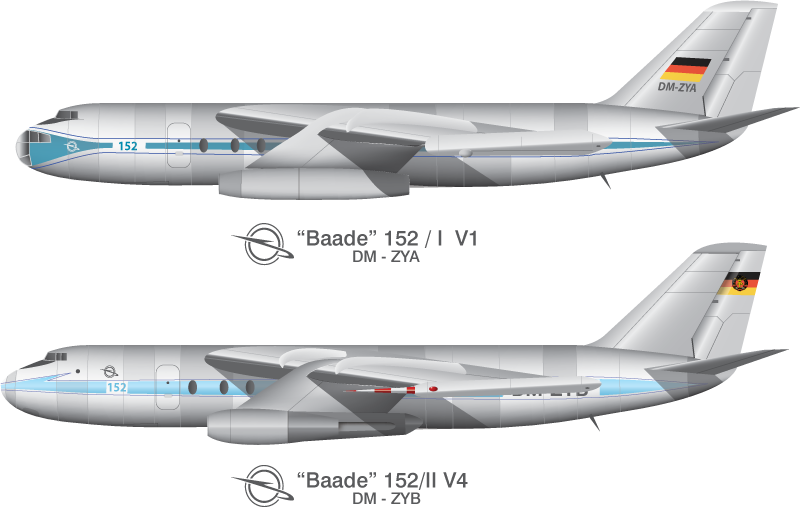
Baade-152-ZYA B

Der Prototyp des Passagierflugzeugs startet, die Masse der Werksangehörigen strömt an den Rand des Flugplatzes, um den Flug zu beobachten. Der Film endet mit einem Spaziergang Ludwigs und seines Enkels, dem kleinen Ludwig, als Abnahme einer Parade vor einer Reihe aufgestellter Flugzeuge.

## Produktionshintergrund, Tricktechnik
Nach dem Erstflug der 152 am 4. Dezember 1958 sollte der Film dazu beitragen, den Bau von modernen Zivilflugzeugen als Metapher für die Überlegenheit es sozialistischen Systems und die Erfolge der jungen DDR darzustellen.
Da die allgemeine Wehrpflicht in der DDR erst nach dem Mauerbau im Jahr 1962 eingeführt werden konnte, war die NVA auf starke Werbung angewiesen. Auf der Spielfilmebene geschah dies durch Produktionen wie Im Sonderauftrag, Schritt für Schritt (1960), Sie nannten ihn Amigo oder Fünf Patronenhülsen.
Die Figur des kommunistischen Funkers Ludwig Bartuscheck der Kaiserlichen Marine stammt aus dem Spielfilm Das Lied der Matrosen, dargestellt von Hilmar Thate. In Leute mit Flügeln spielt Thate somit seinen „Filmsohn“.
Für den Film wurde, soweit bekannt, nie eine reale „152“ eingesetzt, sondern ein Modell verwendet. Das am Ende des Films und im Trailer als 152 gezeigte Flugzeug weicht als zweistrahliger Tiefdecker auch deutlich von der tatsächlichen 152, einem vierstrahligen Schulterdecker, ab. Im Film und Werbematerialien werden auch Modelle des ebenfalls in Dresden entwickelten PTL-Verkehrsflugzeugs 153 gezeigt.
Die Flugszenen beim Abfangen des amerikanischen Hubschraubers wurden mittels Rückprojektion hergestellt.
Die Sperber-Werke sind nach Angaben des Drehbuchautors Wiens in einem Interview im Filmspiegel synonym zu sehen für das Werk von Hugo Junkers und die Ernst Heinkel Flugzeugwerke.

## Rezeption
„…Konrad Wolf erweist sich mit dieser Arbeit einmal mehr als der einfühlsamste, detailgetreueste unserer Regisseure. Da ist nichts zu ,dick‘; jede Andeutung ist deutlich, jeder Akzent genau, jede Bewegung, jede Geste begründet, jeder Tempowechsel sinnvoll bedacht; und jeder Darsteller – bei Wahrung seiner Eigenart – ,geführt‘… Es ist ein großer Film, ein Ruhmesblatt in der Geschichte der demokratischen deutschen Filmkunst …“

„Hier, in der schlichten Erzählung eines Arbeiterlebens, in der ergreifenden Darstellung eines echten Schicksals, hat der Film seine tiefsten und nachhaltigsten Wirkungen. Kämpfend ist Ludwig Bartuschek durchs Leben gegangen, vieles hat er entbehrt, aber er ist nicht ärmer dabei geworden oder gar zerbrochen. Doch sein Gesicht spricht eine deutliche Sprache.“

Ralf Schenk befand, der Film scheitere „künstlerisch an seinem plakativen Gestus“. Der Film wolle „die Existenz der DDR aus der antifaschistischen Vergangenheit ihrer Führungskräfte legitimieren“ und ergehe sich „in den Niederungen des didaktischen Thesenkinos“.
Auf dem XII. Internationalen Filmfestival Karlovy Vary 1960 erhielt Erwin Geschonneck den Preis für die beste männliche schauspielerische Leistung.

## Einsatz
Der Film wurde erstmals am 27. April 1960 für die Delegierten der Kulturkonferenz 1960 in Berlin vorgeführt. Die öffentliche Premiere fand am 8. Mai 1960 im Berliner Kino Babylon statt. Am 26. August 1960 kam der Film in die Kinos der DDR.
Da der Ministerrat der DDR am 16. Juli 1961 beschlossen hatte, den zivilen Flugzeugbau einzustellen, wandte sich im November 1961 der Sektor Filmabnahme und -kontrolle des Ministeriums für Kultur an den für Film zuständigen stellvertretenden Kulturminister Hans Rodenberg mit der Befürchtung, dass durch den Film negative Reaktionen und Diskussionen hervorgerufen werden könnten. Rodenberg sperrte den Film daraufhin im Januar 1962 für das Inland und den Export. 1985 notierte die Hauptverwaltung Film einen zusätzlichen Grund, den Film nicht mehr zu zeigen: Einige Darsteller hatten die DDR verlassen, u. a. Hilmar Thate, der die Hauptrolle des Henne Bartuschek spielte, und Manfred Krug.
Soweit bekannt, wurde der Film nie im Fernsehen ausgestrahlt (Stand 2018). Im Oktober 2018 erschien auf DVD eine Konrad Wolf-Werkausgabe von Studio Hamburg Enterprises, die Leute mit Flügeln beinhaltet, so dass der Film zum ersten Mal seit 58 Jahre der Öffentlichkeit zugänglich ist.